# دوغلاس كينيدي
دوغلاس كينيدي (بالإنجليزية: Douglas Kennedy) ولد في 1 يناير عام 1955 في نيويورك، وهو كاتب أمريكي.

## روابط خارجية
- دوغلاس كينيدي على موقع IMDb (الإنجليزية)
- دوغلاس كينيدي على موقع ألو سيني (الفرنسية)
- دوغلاس كينيدي على موقع ميوزك برينز (الإنجليزية)
- دوغلاس كينيدي على موقع أول موفي (الإنجليزية)
- دوغلاس كينيدي على موقع قاعدة بيانات الأفلام السويدية (السويدية)
- دوغلاس كينيدي على موقع قاعدة بيانات الفيلم (الإنجليزية)
- دوغلاس كينيدي على موقع كينوبويسك (الروسية)